# Мурайрат – Сухар
Мурайрат — Сухар — газопровід на півночі Оману, який, зокрема, забезпечує живлення ряду важливих промислових підприємств.
Трубопровід, який має довжину 226 км та виконаний у діаметрі 400 мм, ввели в дію у 1981 році з розрахунку на ресурс, доправлений по газопроводу Їбал – Маскат. Його вихідним пунктом став Мурайрат (на 296-му кілометрі траси Їбал — Маскат), після чого траса прямувала уздовж узбережжя на північний захід до району Сухару, де головними споживачами стали ТЕС Ваді-ал-Джиззі(зведена в комплексі з мідеплавильним заводом Ласайл) та цементна промисловість. Крім того, вже на 10-му кілометрі траси від Мурайрату відгалужується перемичка завдовжки 1 км та діаметром 400 мм, що живить індустріальну зону Русайл, зокрема ТЕС Русайл (1984).
З 2003 року новим споживачем блакитного палива стала ТЕС Барка. У 2009-му ділянку Мурайрат — Барка підсилили другою ниткою завдовжки 40 км та діаметром 600 мм, при цьому того ж року стала до ладу ТЕС Барка II, а у 2013-му ввели в дію ТЕС Барка III.